# パウルス・モレールス
パウルス・モレールス（Paulus Jansz. Moreelse 、1571年 - 1638年3月6日）はオランダの画家、建築家である。主に肖像画を描いた。

## 略歴
ユトレヒトで生まれた。17世紀初めのカレル・ヴァン・マンデルの『画家列伝』によれば2年間、デルフトの肖像画家、ミヒール・ファン・ミーレフェルト（Michiel van Mierevelt: 1566-16411)に学んだとされる。1596年以前にイタリアに修行に出て、イタリアで肖像画家として働いた。ユトレヒトに戻った後、1596年に当時画家も参加していたユトレヒトの馬具の職人組合のメンバーになり、1611年にアブラハム・ブルーマールトと新しく画家の組合、聖ルカ組合を設立し、理事(Gemeenteraadslid)になった。
ユトレヒトの市政にも関与し、1618年にオランダ改革派教会によるドルト会議の後、反レモンストラント派勢力がユトレヒトの実権を握った時、モレールスは市の評議員になった。ユトレヒトの絵画学校で教え、モレールスが教えた画家にはディルク・ファン・バビューレンらがいる。1636年のユトレヒト大学の設立にも貢献した。
肖像画家、人物画家として人気になり、共和国の有力者の肖像画を多く描いた。
ユトレヒトで没した。息子のヨハネス・モレールス(Johannes Moreelse: 1603–1634)も画家になり風俗画を描いた。

## 作品

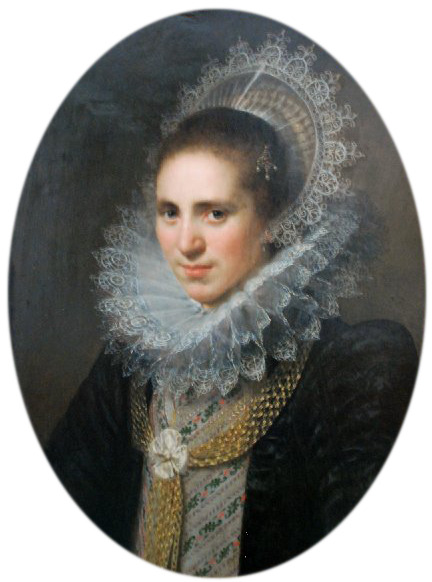
若い女性の肖像、(1615)
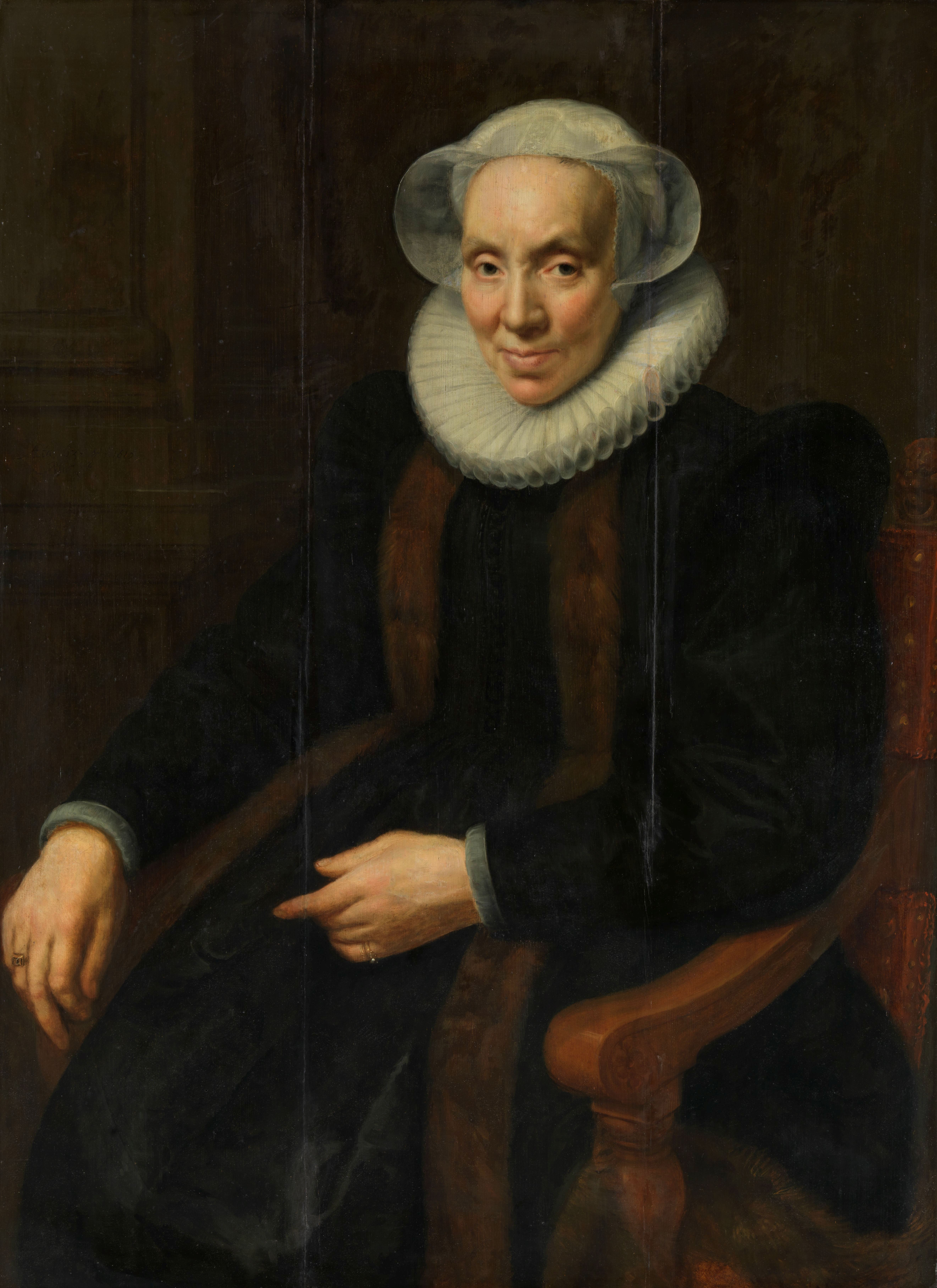
マリア・デュトレヒトの肖像画、(1615)
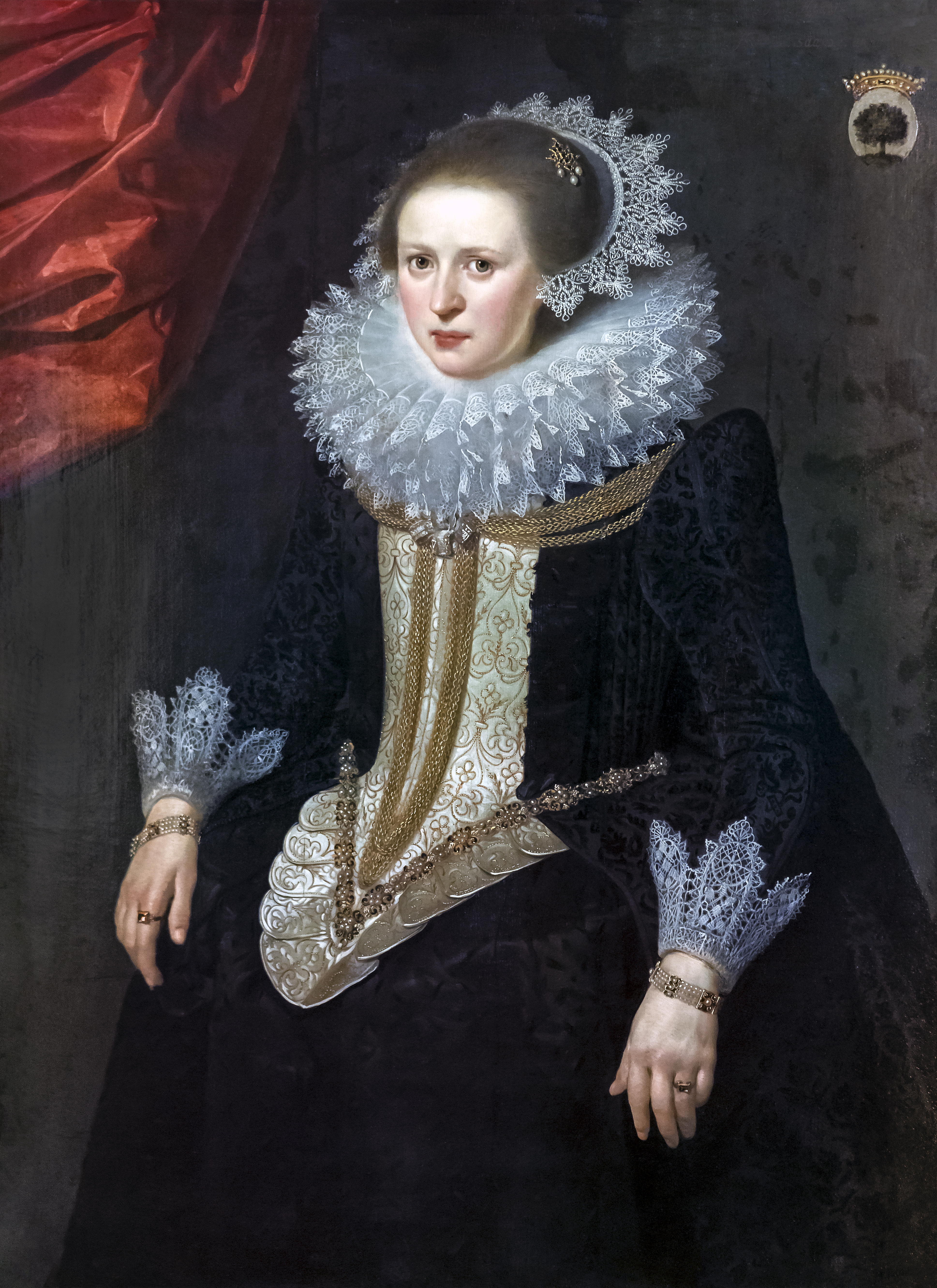
Madame Van Schurman(1617)
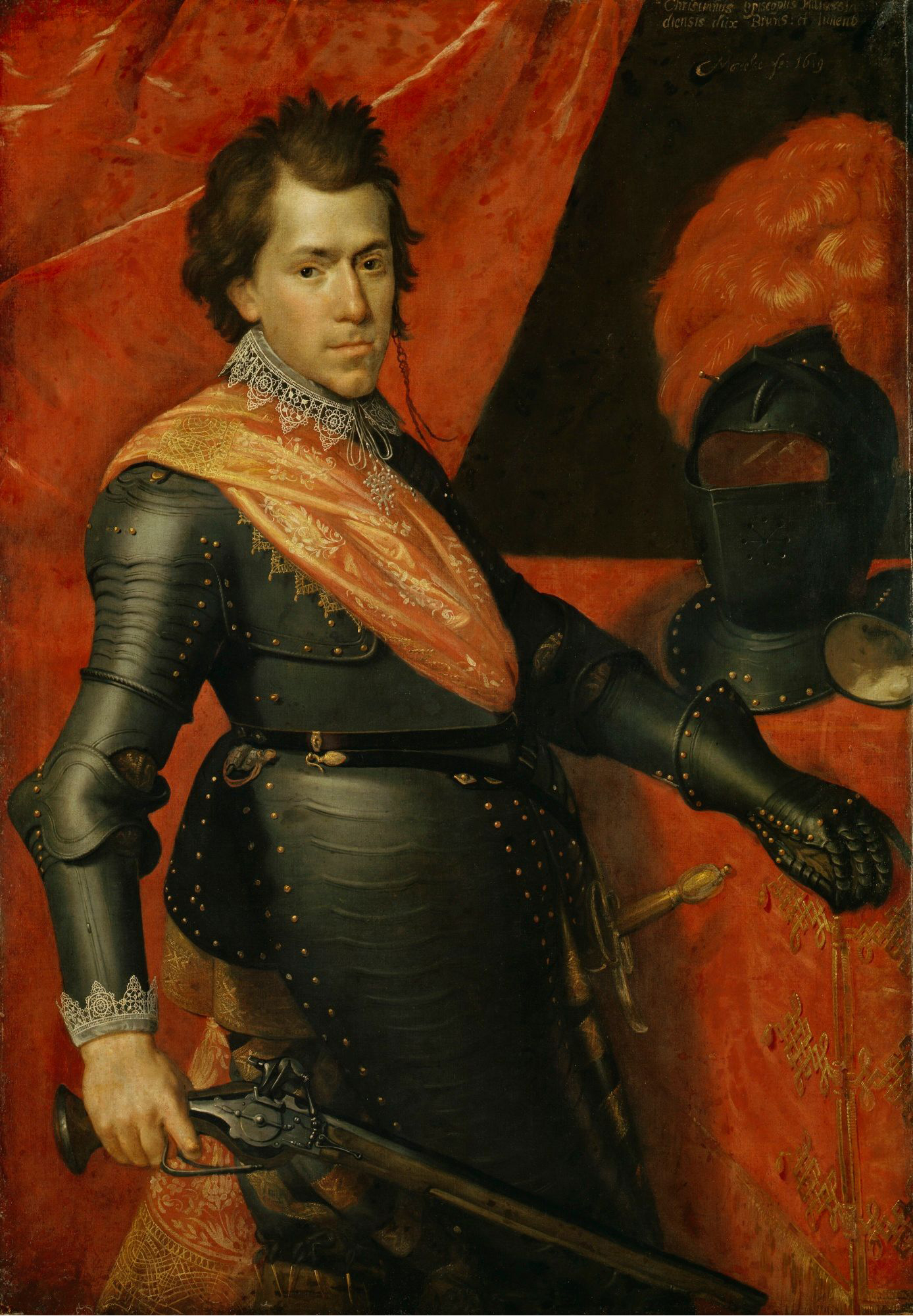
Portrait du duc Christian von Braunschweig-Wolfenbüttel(1619)
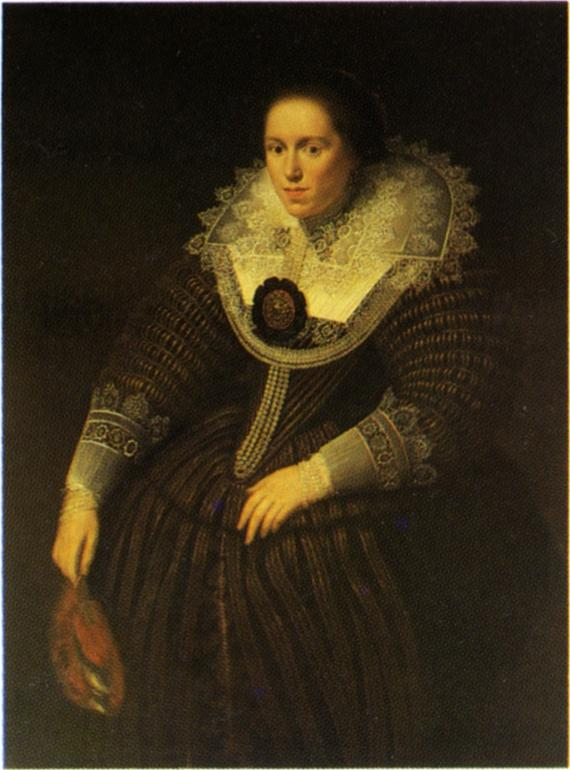
Portrait d'Emerentia Van Ravenswaey(1625)
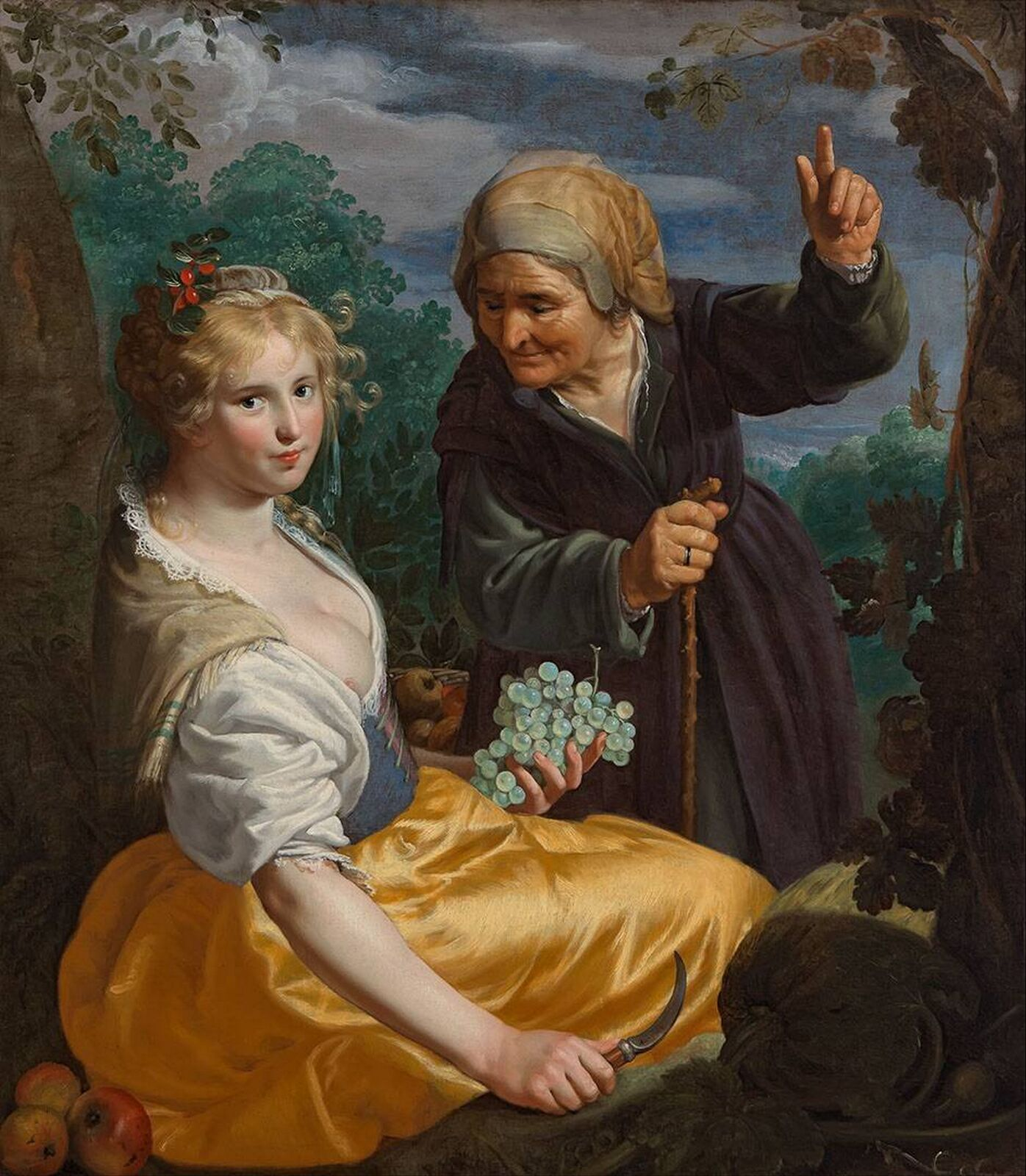
Vertumnus et Pomona, (1625/1630)
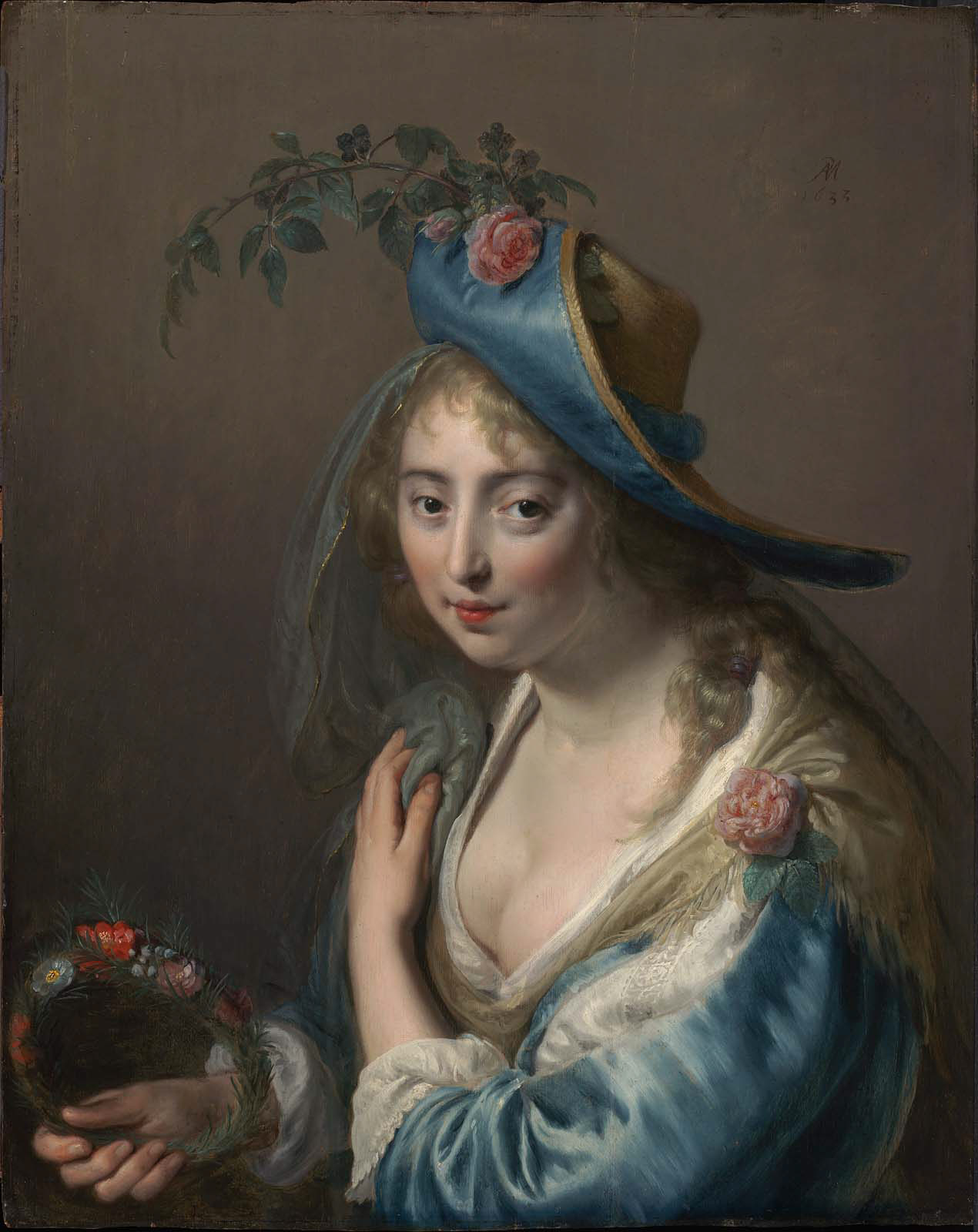
Portrait mythologique, (1633)
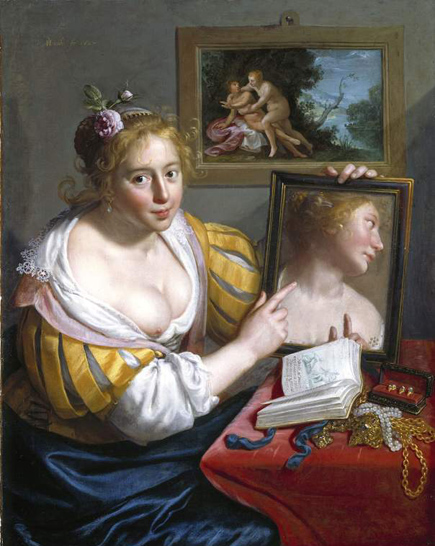
L'amour profane(1627)
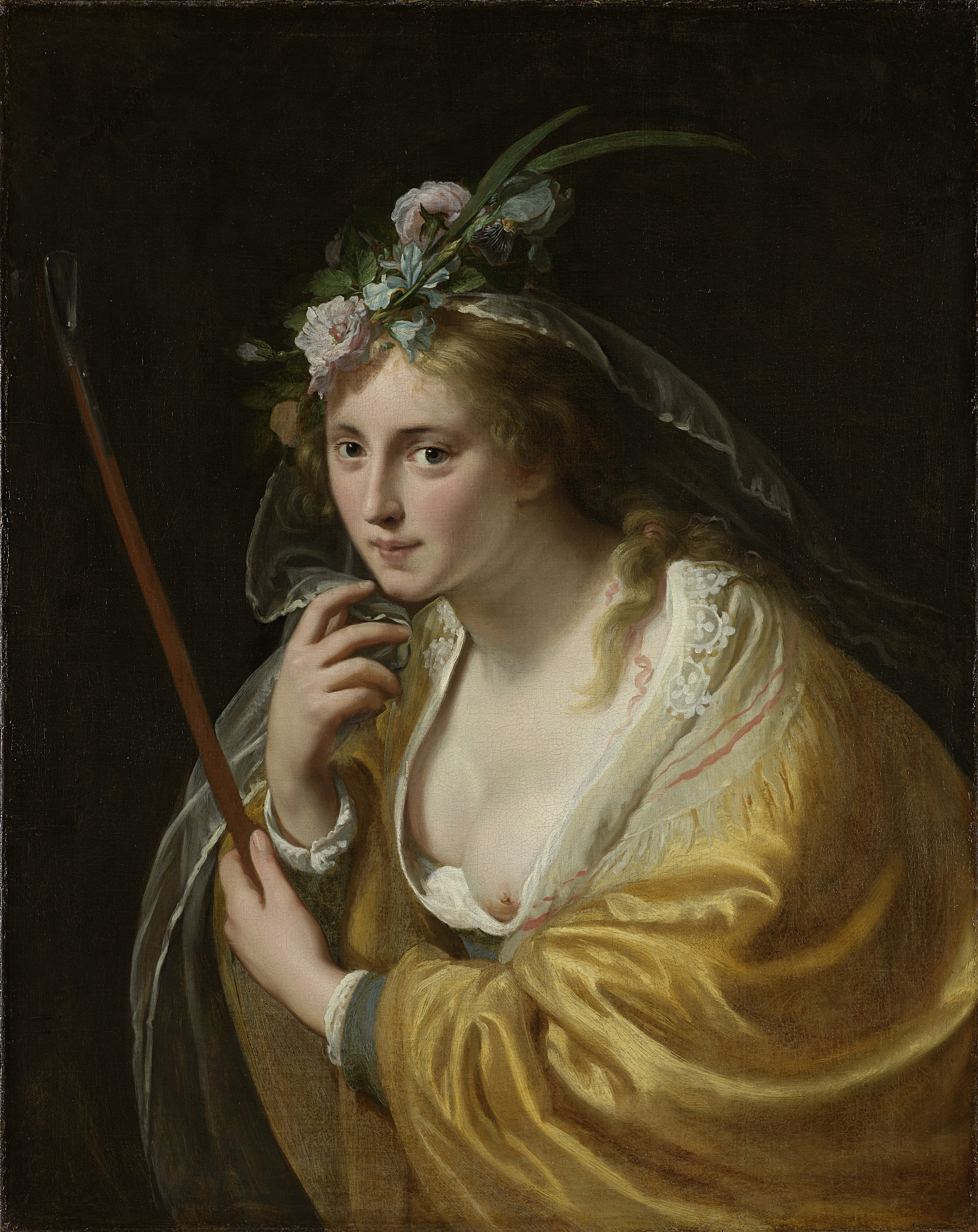
女羊飼い、(1630)